# Le Gorille a mordu l'archevêque
Série Le Gorille
La Valse du Gorille
(1959)
Pour plus de détails, voir Fiche technique et Distribution.
Le Gorille a mordu l'archevêque est un film d'espionnage français réalisé par Maurice Labro et sorti en 1962.
C'est le troisième volet au cinéma de la série de films adaptés des romans noirs du Gorille d'Antoine-Louis Dominique, après Le Gorille vous salue bien en 1958 et La Valse du Gorille en 1959.

## Synopsis
Les dirigeants d'une entreprise, menacée par un projet de construction de chemin de fer en Afrique, décident de faire abattre le Secrétaire Général du consortium franco-africain. Géo Paquet, dit « Le Gorille », un espion de la DST, tente alors d'infiltrer le gang.

## Fiche technique
- Titre anglais : The Deadly Decoy
- Réalisation : Maurice Labro
- Scénario : Antoine Dominique d'après le roman d'Antoine-Louis Dominique aux éditions Gallimard
- Dialogues et adaptation : Roger Hanin
- Durée : 86 minutes
- Musique : Michel Magne
  - Chanson du générique interprétée par Les Double Six
- Langue: français
- Distributeur : Gaumont
- Directeur de la photographie : Robert Lefebvre
- Montage : Germaine Artus
- Date de sortie : 
  - France : 3 octobre 1962

## Distribution
- Roger Hanin : Géo Paquet dit « Le Gorille »
- Roger Dumas : Louis Lehurit
- Fernand Fabre : le secrétaire général
- James Campbell Badiane : Baudoin Ouemellé (crédité James Campbell)
- Jean Le Poulain : Lehurit dit « l'archevêque »
- Pierre Dac : Colonel Berthomieu
- Jean-Marie Rivière : Bezoy
- Claude Castaing : Berthier
- Lucien Hubert : Félicien
- Huguette Hue : Jocelyne
- Robert Puig : Antoine, le fils du Gorille
- José Squinquel : Rapus
- Marcel Cuminatto : le maître d'hôtel
- Bob Morel : Soufflant
- Guy Kerner : Georges Passefond
- Amarande Navarre